# Sweet Track
La Sweet Track est une ancienne piste, ou chaussée, située dans le Somerset, en Angleterre. C'est la deuxième plus ancienne piste en bois découverte dans les îles britanniques, elle a été construite vers 3807 av. J.-C. dans une zone marécageuse où s'était installée une communauté pastorale.

## Localisation
La piste traversait un marais, désormais en grande partie drainé, situé entre ce qui était alors une île (à Westhay) et une zone de crête (à Shapwick), sur une distance d'environ 1 800 m près de la rivière Brue. Un groupe de tumulus découvert à Westhay correspond probablement à un site d'habitations lacustres préhistoriques, similaires à celles trouvées à Glastonbury Lake Village près de Godney.
Des vestiges de pistes similaires ont été découverts à proximité, reliant diverses implantations situées sur la tourbière (Honeygore, Abbotts, Bells, Bakers, Westhay et Nidons). Ces aménagements étaient destinés à faciliter les déplacements entre ces implantations. L'étude d'un échantillon de carottage du sol a démontré que les sites lacustres de Meare Pool ont été formé, durant le Ier millénaire av. J.-C., par une accumulation de détritus et de boue sur une épaisseur d'au moins 2 mètres entraînant une surélévation de la tourbière , : les deux villages du lac Meare semblent s'être développés sur l'emplacement d'aménagements antérieurs (tentes, brise-vents, enclos pour animaux) élevés sur une couche de tourbe séchée recouverte d'argile. À certains endroits, des couches plus épaisses ont pu supporter l'installation de foyers construits en argile ou en pierre.

## Découverte et étude du site
La piste a été découverte en 1970 en extrayant de la tourbe. Elle porte le nom de son découvreur, Ray Sweet qui travaillait pour l'entreprise EJ Godwin. Une planche en bois fut envoyée à John Coles, maître de conférences adjoint en archéologie à l'Université de Cambridge, qui avait déjà effectué des fouilles sur des pistes situées à proximité. Entre 1973 et 1989, le site fait l'objet d'une campagne de fouilles archéologiques, le projet Somerset Levels, financée par divers donateurs, dont l'English Heritage . Ces fouilles ont mis en évidence l'importance économique et géographique de ces diverses voies construites entre le troisième et le premier millénaires av. J.-C.. La qualité des travaux menés par John Coles et le projet Somerset Levels a été récompensée par divers prix (Imperial Chemical Industries (ICI) en 1996, prix européen du patrimoine archéologique en 2006).
La dendrochronologie a permis de dater la piste de 3807 av. J.-C., faisant de la Sweet Track la plus ancienne route du monde, jusqu'à la découverte en 2009 d'une piste vieille de 6 000 ans construite en 4100 av. J.-C. près de la prison de Belmarsh. La comparaison entre les bois découverts sur la Sweet Track, ceux d'une forêt submergée de Stolford et ceux de la rivière Trent a contribué à l'enrichissement des connaissances en dendrochronologie pour la période néolithique en permettant d'établir une cartographie plus complète des anneaux de bois et de leur relation avec le climat de la période.
Le bois utilisé pour construire la piste est appelé bois de tourbière, ainsi appelle-t-on le bois (de toute origine) qui pendant de longues périodes (parfois des centaines de milliers d'années) a été enfoui dans les tourbières, et s'y est conservé grâce à un milieu acide et anaérobique. Le bois de tourbière est généralement teinté de brun par des tanins dissous dans l'eau acide et correspond à un stade précoce de fossilisation. 

## Construction
Les constructeurs de cette piste sont des agriculteurs néolithiques qui avaient colonisé la région vers 3900 av. J.-C. et qui, à l'époque de la construction, y étaient déjà installés. Avant leur arrivée, les hautes terres entourant le marais étaient fortement boisées. Les nouveaux arrivants ont commencé à défricher ces forêts et à développer une agriculture essentiellement pastorale pratiquant peu la culture. Durant l'hiver, les zones inondées fournissaient à cette communauté du poisson et du gibier à plumes en abondance ; en été, les zones plus sèches fournissaient des prairies riches et ouvertes pour le pâturage des bovins et des moutons, des roseaux, du bois de construction, du gibier, des fruits et des graines. Le besoin d’accéder aux îles de la tourbière devint suffisamment pressant pour les inciter à se lancer dans une énorme entreprise communautaire consistant, d'abord à stocker le bois nécessaire, puis à construire la piste probablement lorsque les eaux furent au plus bas après une période sèche. Les travaux requis pour la construction de la voie indiquent que ses bâtisseurs possédaient des compétences avancées en menuiserie et qu'il existait une certaine différenciation des tâches parmi les constructeurs. Cette communauté semble avoir prospéré sur place durant au moins 120 ans. Le Sweet Track n'a été utilisé que durant une dizaine d'années, la montée du niveau de l'eau pourrait l'avoir submergée et donc réduit son temps d'utilisation.
Postérieurement à sa découverte, il a été démontré que des tronçons de la Sweet Track ont été construits le long du tracé d'une piste antérieure, appelée Post Track, qui avait été construite trente ans plus tôt en 3838 av. J.-C.,.

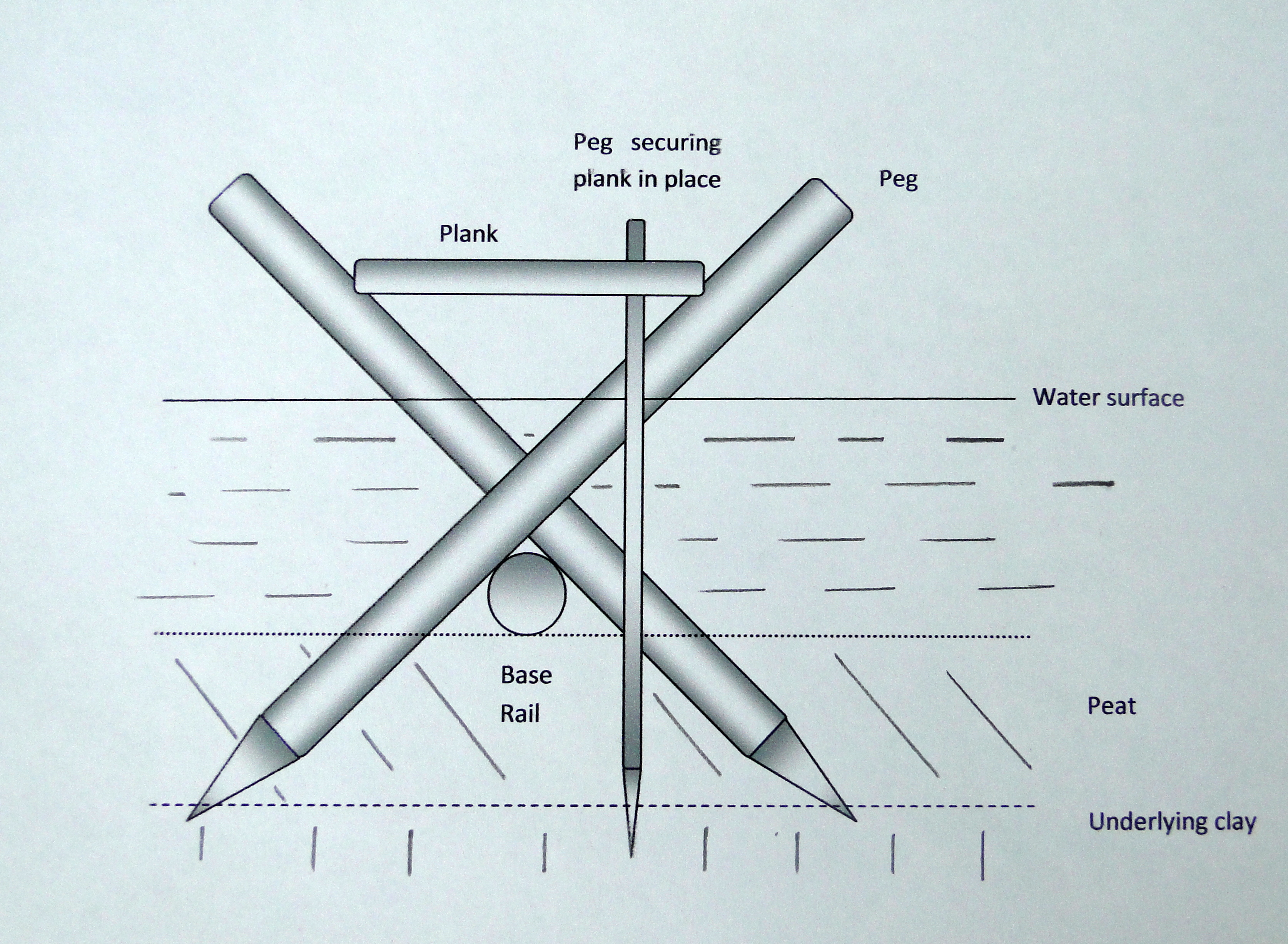
Schéma montrant une coupe transversale de la Sweet Track.

La piste est une passerelle composée principalement de planches en bois de chêne mises bout à bout, soutenues par des pieux croisés (en bois de frêne, chêne et tilleul), enfoncés dans la tourbe et l'argile sous-jacentes. Les planches, qui mesuraient environ 40 cm de large, 3 m de long et moins de 5 cm  d'épaisseur, ont été taillées dans des troncs d'arbres, dont certains âgés de 400 ans et pouvant atteindre jusqu'à 1 m de diamètre, abattus et fendus uniquement à l'aide de haches de pierre, de cales en bois et de maillets. La longueur et la rectitude des piquets suggèrent qu'ils ont été prélevés sur des taillis. Les traverses longitudinales, qui peuvent atteindre jusqu'à 6,1 m de long et 7,6 cm de diamètre, sont en bois de noisetier et d'aulne. Elles ont été posées et maintenues en place avec des chevilles,. Des encoches ont ensuite été découpées dans les planches pour s'adapter aux piquets. À certains endroits, une deuxième traverse a été placée au-dessus de la première pour combler l'espace vide et disposer toutes les planches au même niveau. Certaines planches ont ensuite été stabilisées avec de minces piquets de bois verticaux enfoncés dans des trous pratiqués près de l'extrémité des planches. D'autres fragments de bois taillés dans diverses espèces (houx, saule, peuplier, cornouiller, lierre, bouleau, pommier) ont également été découverts.
Les différents éléments de construction doivent avoir été préfabriqués, avant d'être assemblés sur place bien que la découverte de copeaux de bois et de branches coupées indique que certains éléments ont été retravaillés sur place. La construction de la piste a nécessité environ 200 tonnes de bois, mais Coles estime qu'une fois les matériaux transportés sur le site, dix hommes auraient pu les assembler en une journée.

## Matériel archéologique

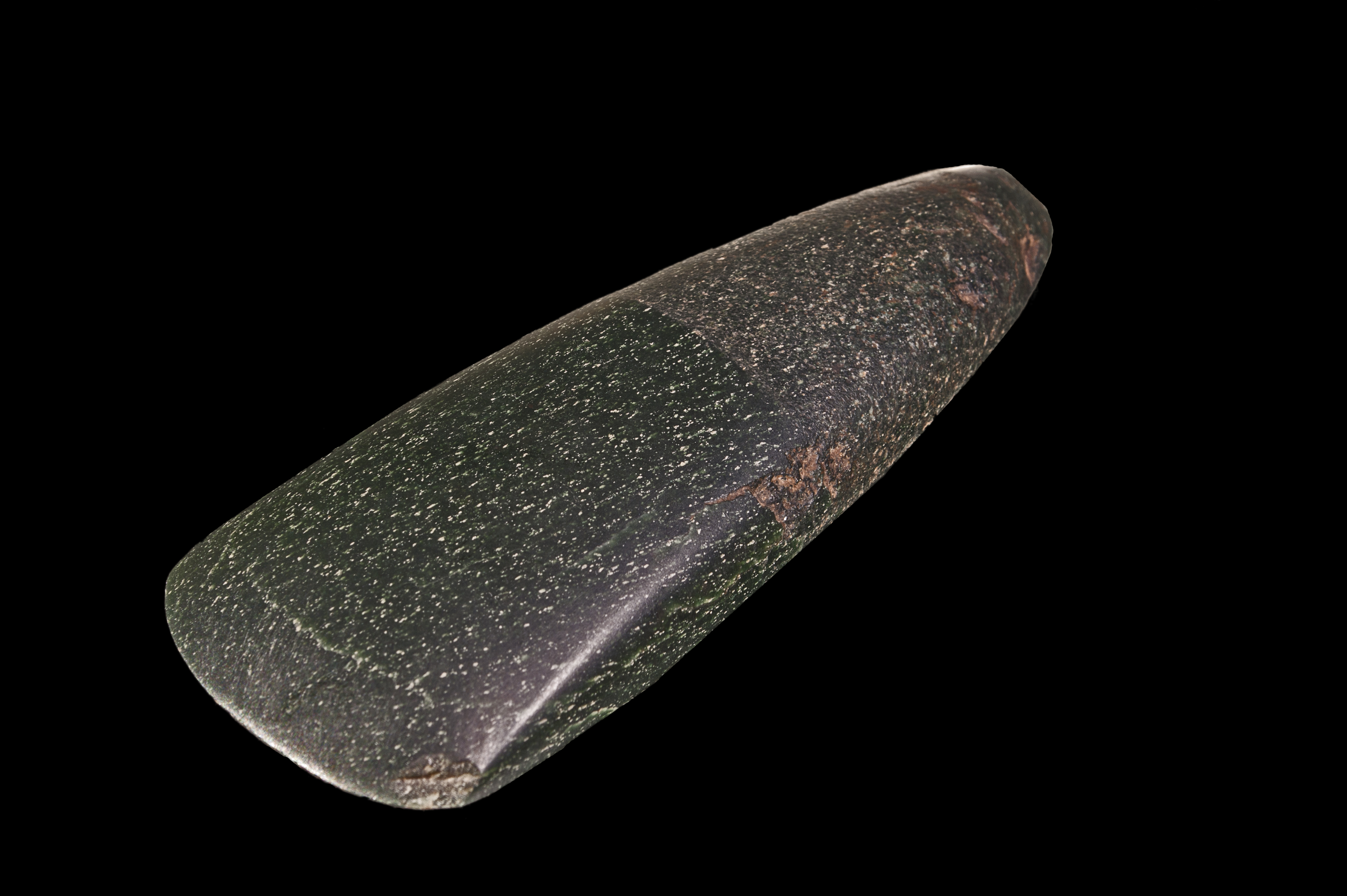
Lame de hache en jadéite polie (Musée de Toulouse).

La variété des objets trouvés le long de la piste suggère qu'elle était utilisée quotidiennement dans le cadre de l'activité agricole de la communauté. 
En 1973, une lame de hache en jadéite a été découverte près de la piste. Son bon état et sa réalisation dans un matériau précieux suggèrent qu'il s'agissait d'une hache symbolique correspondant à une offrande. La datation au radiocarbone de la tourbe dans laquelle la hache a été découverte indique qu'elle a été déposée vers 3200 av. J.-C.. Le reste du matériel archéologique en bois trouvé sur le site comprend des pagaies, un plat, des flèches, des éléments de quatre arcs en noisetier, une hache de lancer, des épingles en if, des bâtons à creuser, une houe, un peigne et un fragment de cuillère. Des objets en silex (éclats, pointes de flèches, hache ébréchée) ont également été découverts.

## Conservation

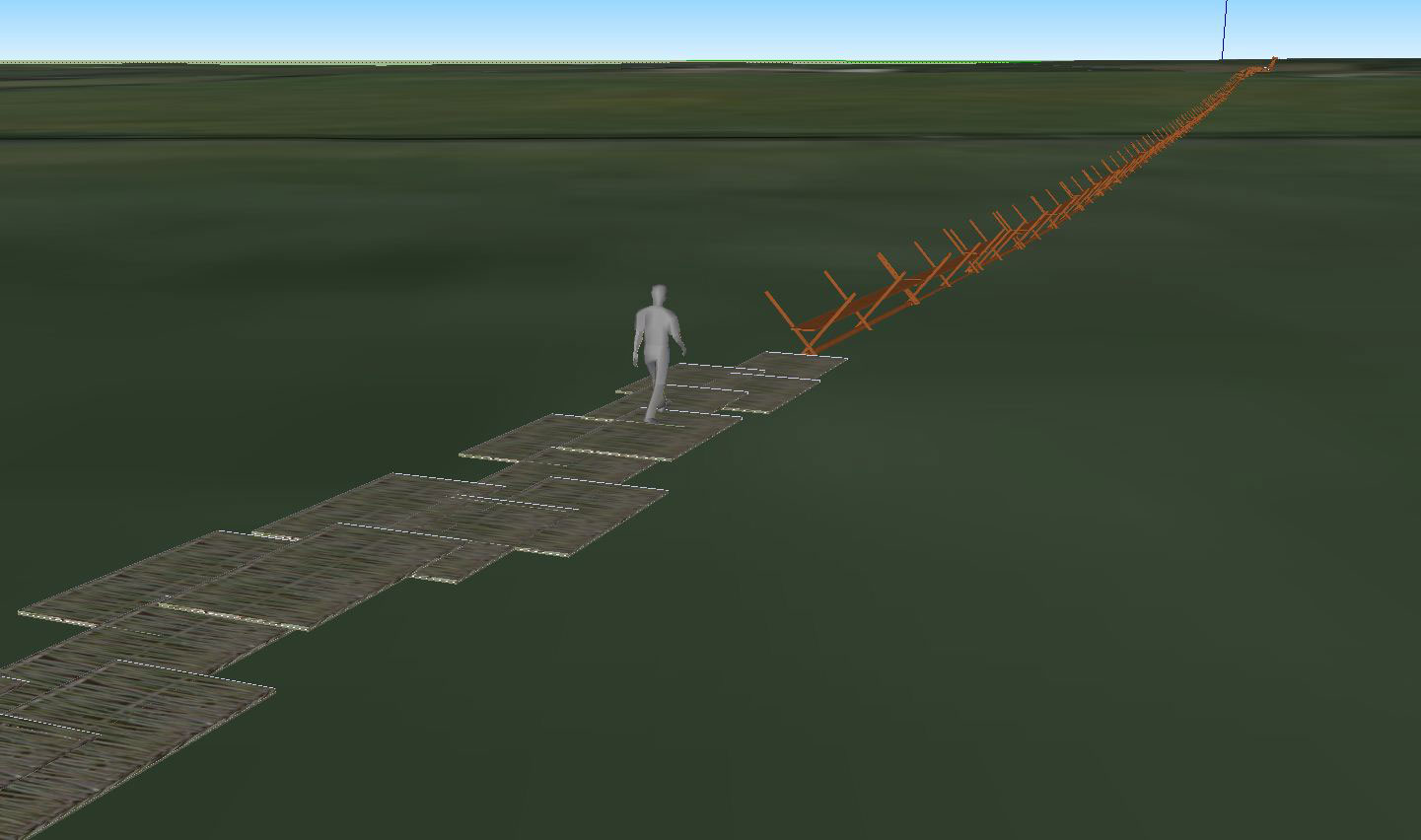
Reconstitution numérique de la Sweet Track à son extrémité sud.

La majeure partie de la piste est demeurée à son emplacement d'origine, classé désormais site d'intérêt scientifique particulier dans une réserve naturelle nationale. La conservation de la piste est assurée par l'installation d'un système hydraulique de 500 m de long permettant le maintien d'une nappe phréatique suffisante par saturation du sitepour éviter le drainage des champs de tourbe et le niveau de l'eau est régulièrement surveillé. La viabilité de cette méthode a été démontrée par comparaison avec une piste de voisine, l'Abbot's Way, qui en l'absence d'un tel dispositif s'est desséchée.
Bien que le bois récupéré semblait visuellement intact, il était extrêmement dégradé et très mou. Le processus de conservation a consisté à placer le bois dans une cuves chauffée contenant une solution de polyéthylène glycol et, par un processus d'évaporation, à remplacer progressivement l'eau du bois par de la cire sur une période d'environ neuf mois. Au fur et à mesure que la cire refroidissait et durcissait, l'artefact devenait rigide et pouvait dès lors être manipulé plus facilement. Des morceaux de bois en bon état ont été prélevés à titre conservatoire. 
Une partie de la piste est conservée au British Museum, d'autres éléments sont conservés au musée du Somerset.